# Muzică de scenă
Muzică de scenă se numește o muzică compusă pentru a însoți anumite momente în reprezentația unei piese de teatru. 
Spre deosebire de spectacolele de operă și operetă, în care muzica deține rolul predominant, în spectacolul teatral muzica are o importanță secundară, având doar rolul de a crea o atmosferă sau de a sublinia anumite efecte dramatice. 

## Istoric
Muzica de scenă a apărut în a doua jumătate a secolului al XVI-lea, odată cu nașterea teatrului în Anglia. Fiecare teatru avea angajați câțiva cântăreți și instrumentiști, pentru a completa și susține sonor scenele de luptă, vânătorile, banchetele, intrările triumfale, deoarece în acea vreme era de neconceput ca o reprezentație teatrală să nu conțină și cântece precum și antracte muzicale.

## Compozitori de muzică de scenă
În Anglia, piesele lui William Shakespeare erau acompaniate de muzică de scenă compusă de R. Johnson, Th. Morley, J. Wilson. În secolul al XVII-lea, Henry Purcell a scris și muzică de scenă.
În Franța, comediile lui Molière erau însoțite de suite de balet care se cântau între acte, compuse de Jean-Baptiste Lully.
Începând cu secolul al XVIII-lea, muzica de scenă își pierde din atracție, fiind eclipsată de spectacolele de operă.
Sporadic se mai compune muzică de scenă și în secolele al XIX-lea și al XX-lea, cele mai reprezentative lucrări din acest gen muzical fiind „Egmont” de Ludwig van Beethoven, „Rosamunda” de Franz Schubert, „Visul unei nopți de vară” de Felix Mendelssohn Bartholdy, „Manfred” de Robert Schumann, „Arleziana” de Georges Bizet, „Peer Gynt” de Edvard Grieg, „Misterul Sf. Sebastian” de Claude Debussy sau „Persephone” de Igor Stravinski.